# Боље од најбољег
Боље од најбољег је компилацијски албум југословенске и српске музичке групе Рибља чорба. Објављен је 15. јуна 1996. године под окриљем издавачке куће ПГП РТС, а на њему се налази двадесет песама.
Аранжман за албум група је радила самостално, продуценти на албуму били су Корнелије Ковач, Џон Мекој и Саша Хабић. Сниматељ на албуму били су Тахир Дуркалић, Б. Ерцеговац, Р. Остојић, Горан Вејвода. В. Неговановић и З. Живковић.

## Листа песама
| №   | Назив                                 | Трајање |  |
| 1.  | Лутка са насловне стране              | 3:06    |  |
| 2.  | Ја сам се ложио на тебе               | 3:26    |  |
| 3.  | Нећу да те волим                      | 3:55    |  |
| 4.  | Врло, врло задовољан тип              | 3:18    |  |
| 5.  | Целу ноћ те сањам                     | 4:58    |  |
| 6.  | Знам те (другога воли)                | 4:12    |  |
| 7.  | Члан мафије                           | 3:10    |  |
| 8.  | Превара                               | 3:08    |  |
| 9.  | Правила, правила                      | 6:16    |  |
| 10. | Сутра ме пробуди                      | 4:10    |  |
| 11. | Кажи ко те љуби док сам ја на стражи  | 4:35    |  |
| 12. | Срећан пут, пишо моја мала            | 2:20    |  |
| 13. | Назад у велики прљави град            | 3:00    |  |
| 14. | Прошлости (ниси била бог зна шта)     | 4:40    |  |
| 15. | Црно је доле                          | 3:15    |  |
| 16. | Видиш да сам гадан ка сам тебе гладан | 2:40    |  |
| 17. | Још један шугав дан                   | 3:02    |  |
| 18. | Ја ратујем сам                        | 2:35    |  |
| 19. | Сачекај                               | 3:47    |  |
| 20. | Још једна цигарета пре спавања        | 3:29    |  |